# Алеадин-паша
Алеадин-паша (? — 1331) је био син Првог османског султана Османа Гази као и први Велики везир Османског царства. Велики везир је био свом брату Орхану I од 1320. до 1331. 
Алејдин је био веома вредан човек, лично је сам ковао новац са Орхановим лицем, тиме се почео бавити 1328 године, Алејдин се накратко време био повукао од света тј. од Власти, Државе и Двора. Али се касније вратио у братов двор и почео радити високо и цењено, што је дошло до ранга Великог Везира, није познато када је рођен и када је умро, али се зна да је млађи од Орхана. 